# Nonsuch
Nonsuch (также известный как NONSVCH.) — двенадцатый студийный альбом британской рок-группы XTC. Альбом был выпущен 27 апреля 1992 года лейблом Virgin Records. Последовавший за Oranges & Lemons (1989), Nonsuch отличается относительно менее непосредственном и более сдержанным звучанием, перенося психоделические влияния группы в новые музыкальные стили и демонстрируя особый интерес к оркестровым аранжировкам. Пластинка получила признание критиков, заняла 28-е место в британском чарте альбомов UK Albums Chart и 97-е место в американском Billboard 200, а также возглавила студенческий альбомный чарт Rolling Stone.
Продюсером альбома выступил Гас Даджен. 13 из 17 треков альбома были написаны гитаристом/лидером Энди Партриджем, остальные — басистом Колином Молдингом, а на ударные был приглашен Дэйв Мэттекс из Fairport Convention. В отличие от предыдущих альбомов XTC, Партридж сочинил многие песни, используя клавишные. Благодаря лирическому содержанию альбома, охватывающему самые разные темы — от любви и человечности до войны в Персидском заливе и Ф. Т. Барнума, Nonsuch называют самым мрачным и политизированным альбомом группы. На обложке изображена иллюстрация бывшего дворца Nonsuch, выбранная после того, как группа остановилась на названии «nonesuch», которое, по мнению Партриджа, отражало музыкальное разнообразие альбома. Это был их третий двойной альбом, выпущенный на виниле.
В 1993 году альбом был номинирован на премию «Грэмми» в категории «Лучший альтернативный музыкальный альбом».

## История
После выхода двойного альбома Oranges & Lemons (1989), получившего признание музыкальных критиков и скромного коммерческого успеха, XTC взяли небольшой перерыв. Лидер группы Энди Партридж спродюсировал And Love For All (1989), второй альбом The Lilac Time, а также выступил в детской игровой программе Matchmakers, не транслировавшейся в эфир, а Дэйв Грегори играл для Johnny Hates Jazz, Марка Алмонда и Франческо Мессины, одновременно продюсируя группу Cud, в то время как Колин Молдинг дал специальный концерт с David Marx and the Refugees, группой из Суиндона, которая воссоединила его с бывшим участником XTC Барри Эндрюсом. Вскоре группа воссоединилась и начала писать свой следующий, десятый альбом, который вскоре стал Nonsuch, решив записывать новые композиции в родной Англии, поскольку запись Oranges & Lemons в Лос-Анджелесе оторвала группу от своих семей в Англии.

## Отзывы
| Оценки критиков               | Оценки критиков |
| Источник                      | Оценка          |
| ----------------------------- | --------------- |
| AllMusic                      | [ 3 ]           |
| Chicago Tribune               | [ 4 ]           |
| Encyclopedia of Popular Music | [ 5 ]           |
| Entertainment Weekly          | B+              |
| NME                           | 7/10            |
| Q                             | [ 8 ]           |
| Record Collector              | [ 9 ]           |
| Rolling Stone                 | [ 10 ]          |
| The Rolling Stone Album Guide | [ 11 ]          |
| Select                        | 4/5             |

Альбом получил положительные отзывы музыкальной критики и интернет-изданий. Грег Кот из Chicago Tribune считал, что «подавляющее большинство из 17 песен — просто ослепительные», а Майкл Азеррад из Rolling Stone считал, что «Nonsuch — это то, что получается, когда три человека, выросшие на Sgt. Pepper и Pet Sounds, остаются верными себе. Слишком прекрасный для студенческого радио, слишком сложный для легионов бэби-бумеров, не желающих развиваться, XTC построил себе великолепную золотую клетку». Брент Андерсон из Sunday Morning Post сказал, что Nonsuch — это «многомерное пиршество, которое показывает XTC в его наиболее искусном и трогательном проявлении», а Скотт Айслер из Musician благосклонно сравнил части Nonsuch с Smiley Smile (1967) группы Beach Boys[21]. Терри Стонтон из NME написал, что эта пластинка «станет украшением любой полки […] ещё один чрезвычайно хороший альбом XTC с привычными ломаными гитарными мелодиями в сочетании с милыми и любопытными текстами о том, какое прекрасное место — Англия. Как ни странно, именно американцы покупают большую часть этого материала».
Роберт Кристгау, напротив, назвал альбом «отстойным» и позже заметил: «[поскольку] представление группы о классном поп-аранжировщике совпадало с представлением Элтона Джона, я решил, что если они враждуют со своей звукозаписывающей компанией, то эта компания права». Билл Уайман из Entertainment Weekly назвал альбом "калейдоскопической, очень умной коллекцией эксцентричных поп-артов, которая длится слишком долго. Однако в лучшем случае это остроумная и увлекательная коллекция сказок и забавных историй в духе «Белого альбома». Дэвид Хепуорт из Q написал, что «Nonsuch содержит 17 насыщенных, Мелодичные, интеллигентные и порой раздражающие поп-песни», отметив при этом, что «уровень изобретательности XTC подтверждается аранжировками гитар и слоями бэк-вокала». Однако он раскритиковал альбом за «тенденцию подчёркивать лирический посыл таких мелодий, как ['War Dance'], что порой утомительно». В 1993 году альбом был номинирован на премию «Грэмми» в категории «Лучший альтернативный музыкальный альбом», но уступил альбому Тома Уэйтса Bone Machine. Колин Ларкин оценил альбом на пять звёзд из пяти в «Энциклопедии популярной музыки» и поместил «The Ballad of Peter Pumpkinhead» на 85-е место в своём списке 100 лучших синглов всех времён.

### Ретроспективные отзывы
В ретроспективных обзорах Орегано Рэтбоун из Record Collector дал альбому высшую оценку, назвав его «образцом несравненного песенного мастерства и завораживающей, неподражаемой музыкальности». Стивен Томас Эрлевайн из AllMusic описал Nonsuch как «скромный, небольшой шедевр» и «самый безупречный альбом группы на сегодняшний день», найдя его содержание «тщательно составленным и продуманным». Дэвид Квантик из Q отметил, что альбом представляет собой «очень солодовый XTC, прекрасную смесь всех их различных стилей, выдержанных до необычайной утонченности. Так что хитов не было, но было 17 превосходных песен». В 2014 году Ник Рид из The Quietus написал, что Nonsuch «намного более сдержан, чем был Oranges & Lemons, и выглядит гораздо лучше сегодня». Он пояснил: «Слушая его сегодня, создается впечатление, что XTC осознали, что это может быть их последний шанс, и поэтому вложили все силы в создание чего-то вневременного». В свою очередь, Дж. Р. Джонс из The Chicago Reader назвал его «совершенно ужасным, а обложка альбома, двухмерный рисунок дворца эпохи Тюдоров, — удачная иллюстрация его невзрачного звучания». Роберт Хэм из Stereogum оценил альбом как второй худший в дискографии группы. Он раскритиковал «цифровой блеск» записи, который, по его мнению, был наиболее слышен в «бедных барабанах Дэйва Мэттекса. Каждый удар по тарелке и удар малого барабана словно переливается единицами и нулями».

## Список композиций

### Оригинальное издание на компакт-диске
Слова и музыка всех песен — Andy Partridge, кроме указанных.
| №                   | Название                            | Длительность |
| ------------------- | ----------------------------------- | ------------ |
| 1.                  | «The Ballad of Peter Pumpkinhead»   | 5:02         |
| 2.                  | «My Bird Performs» (Colin Moulding) | 3:51         |
| 3.                  | «Dear Madam Barnum»                 | 2:48         |
| 4.                  | «Humble Daisy»                      | 3:36         |
| 5.                  | «The Smartest Monkeys» (Moulding)   | 4:18         |
| 6.                  | «The Disappointed»                  | 3:23         |
| 7.                  | «Holly Up on Poppy»                 | 3:04         |
| 8.                  | «Crocodile»                         | 3:56         |
| 9.                  | «Rook»                              | 3:47         |
| 10.                 | «Omnibus»                           | 3:20         |
| 11.                 | «That Wave»                         | 3:34         |
| 12.                 | «Then She Appeared»                 | 3:51         |
| 13.                 | «War Dance» (Moulding)              | 3:22         |
| 14.                 | «Wrapped in Grey»                   | 3:46         |
| 15.                 | «The Ugly Underneath»               | 3:50         |
| 16.                 | «Bungalow» (Moulding)               | 2:49         |
| 17.                 | «Books Are Burning»                 | 4:52         |
| Общая длительность: | Общая длительность:                 | 63:29        |

### Дополнительные материалы на CD и Blu-ray 2013 года
Ниже приведены альтернативные стерео 2.0, Surround Sound 5.1 и инструментальные миксы, включенные в это издание (каждый из которых повторяет указанный выше порядок воспроизведения), а также на бонусные видео.
| №   | Название            | Автор(ы)       | Длительность |
| --- | ------------------- | -------------- | ------------ |
| 18. | «Didn't Hurt a Bit» | Colin Moulding |              |

Слова и музыка всех песен — Andy Partridge.
| №   | Название                                        | Длительность |
| --- | ----------------------------------------------- | ------------ |
| 22. | «Always Winter, Never Christmas»                |              |
| 23. | «Books Are Burning»                             |              |
| 24. | «Goosey Goosey»                                 |              |
| 25. | «Wrapped in Grey»                               |              |
| 26. | «That Wave»                                     |              |
| 27. | «Goodbye Humanosaurus»                          |              |
| 28. | «Dear Madam Barnum»                             |              |
| 29. | «Crocodile»                                     |              |
| 30. | «Difficult Age»                                 |              |
| 31. | «The Ugly Underneath»                           |              |
| 32. | «Holly Up on Poppy»                             |              |
| 33. | «The Ballad of Peter Pumpkinhead»               |              |
| 34. | «Then She Appeared»                             |              |
| 35. | «It's Snowing Angels»                           |              |
| 36. | «Rook»                                          |              |
| 37. | «Humble Daisy»                                  |              |
| 38. | «Rip Van Reuben»                                |              |
| 39. | «I'm the Man Who Murdered Love»                 |              |
| 40. | «Omnibus»                                       |              |
| 41. | «The Disappointed (First Reference Recording)»  |              |
| 42. | «The Disappointed (Second Reference Recording)» |              |
| 43. | «The Disappointed»                              |              |
| 44. | «Wonder Annual»                                 |              |

Слова и музыка всех песен — Colin Moulding.
| №   | Название                            | Длительность |
| --- | ----------------------------------- | ------------ |
| 45. | «My Bird Performs»                  |              |
| 46. | «Didn't Hurt a Bit»                 |              |
| 47. | «The Smartest Monkeys»              |              |
| 48. | «Down a Peg»                        |              |
| 49. | «Bungalow»                          |              |
| 50. | «War Dance»                         |              |
| 51. | «Car Out of Control»                |              |
| 52. | «Where Did the Ordinary People Go?» |              |

## Чарты
| Чарт (1992)                      | Высшая позиция |
| -------------------------------- | -------------- |
| Австралия (ARIA)                 | 75             |
| Нидерланды (Album Top 100)       | 72             |
| Швеция (Sverigetopplistan)       | 39             |
| Великобритания (UK Albums Chart) | 28             |
| США (Billboard 200)              | 97             |